# 9-та армія (СРСР)
9-та а́рмія (9 А) — оперативне об'єднання сухопутних військ СРСР, загальновійськова армія у складі Збройних Сил СРСР під час радянсько-фінської війни (1939—1940), у роки німецько-радянської війни та післявоєнний час.

## Історія

### Радянсько-фінська війна
Командувачі:
- комкор Духанов М. П. (21 листопада — 22 грудня 1939)
- Комкор Чуйков В. І. (22 грудня 1939 — 5 квітня 1940)

Командувач авіацією:
- комдив Ричагов П. В.

### Командування
Командувачі:
- генерал-полковник Черевиченко Я. Т. (червень — вересень 1941);
- генерал-майор Харитонов Ф. М. (вересень 1941 — травень 1942);
- генерал-майор Козлов П. М. (травень — червень 1942);
- генерал-майор Никишов Д. М. (18 — 24 червня 1942);
- генерал-лейтенант Лопатін А. І. (червень — липень 1942);
- генерал-майор Пархоменко Ф. А. (липень — до 7 серпня 1942);
- генерал-майор Марцинкевич В. М. (до 29 серпня 1942)
- генерал-майор Коротеєв К. А. (вересень 1942 — 11.02.1943 та березень — 12.05.1943);
- генерал-майор Глаголев В. В. (до 22 березня 1943);
- генерал-майор Козлов П. М. (до 19 червня 1943);
- генерал-майор, з жовтня 1943 генерал-лейтенант Гречкин О. О. (до 1 листопада 1943).